# Microrregión del Karirí Occidental
La Microrregión del Karirí Occidental (en portugués microrregião do Cariri Ocidental) es una de las microrregiones del estado brasilero de la Paraíba, perteneciente a la mesorregión Borborema. Su población estimada en 2006 por el IBGE fue de 114.164 habitantes y está dividida en diecisiete municipios. Posee un área total de 6.983,601 km².

## Municipios
- Amparo
- Assunção
- Camalaú
- Congo
- Coxixola
- Livramento
- Monteiro
- Oro Velho
- Parari
- Plata
- San Juan del Tigre
- São José dos Cordeiros
- São Sebastião del Umbuzeiro
- Sierra Blanca
- Sumé
- Taperoá
- Zabelê

- Datos: Q2010795